# Chapelle de Monvinard
La chapelle Notre-Dame de Monvinard (ou Mont-Vinard) est un édifice religieux situé dans le commune de Nouaillé-Maupertuis. Sa construction est datée du XIIIe – XIVe siècle.

## Localisation
La chapelle se situe dans la commune de Nouaillé-Maupertuis, au lieu dit Mont Vinard, qui se situe en surplomb de la vallée du Miosson (le nom de ce lieu serait lié à la culture de la vigne).

## Historique
La plus ancienne occurrence de la chapelle dans un texte remonte à 934,.  
Le père Camille de la Croix y a réalisé des fouilles en 1879 et y a trouvé les vestiges de deux édifices antérieurs : un temple gallo-romain de type fanum ainsi qu'une chapelle chrétienne antérieure à l'édifice actuel. Selon Camille de la Croix, ce précédent édifice aurait été construit à la période Carolingienne, ce qui correspond avec la première occurrence de la chapelle en 934.  
La construction actuelle de la chapelle est datée du XIIIe – XIVe siècle. Un cimetière s'est ensuite développé autour de l'édifice : il en est fait mention dès 1614.  
La chapelle sera ensuite laissée à l'abandon, et une partie de l'édifice sera détruite au XIXe siècle, ce qui explique sa longueur actuelle de 7 mètres seulement. 
La chapelle est inscrite au titre des monuments historiques par arrêté du 7 juin 1993, « en raison de son ancienneté, de sa qualité architecturale, et de la relative rareté d'édifices du XIIIe siècle ».

## La chapelle aujourd'hui

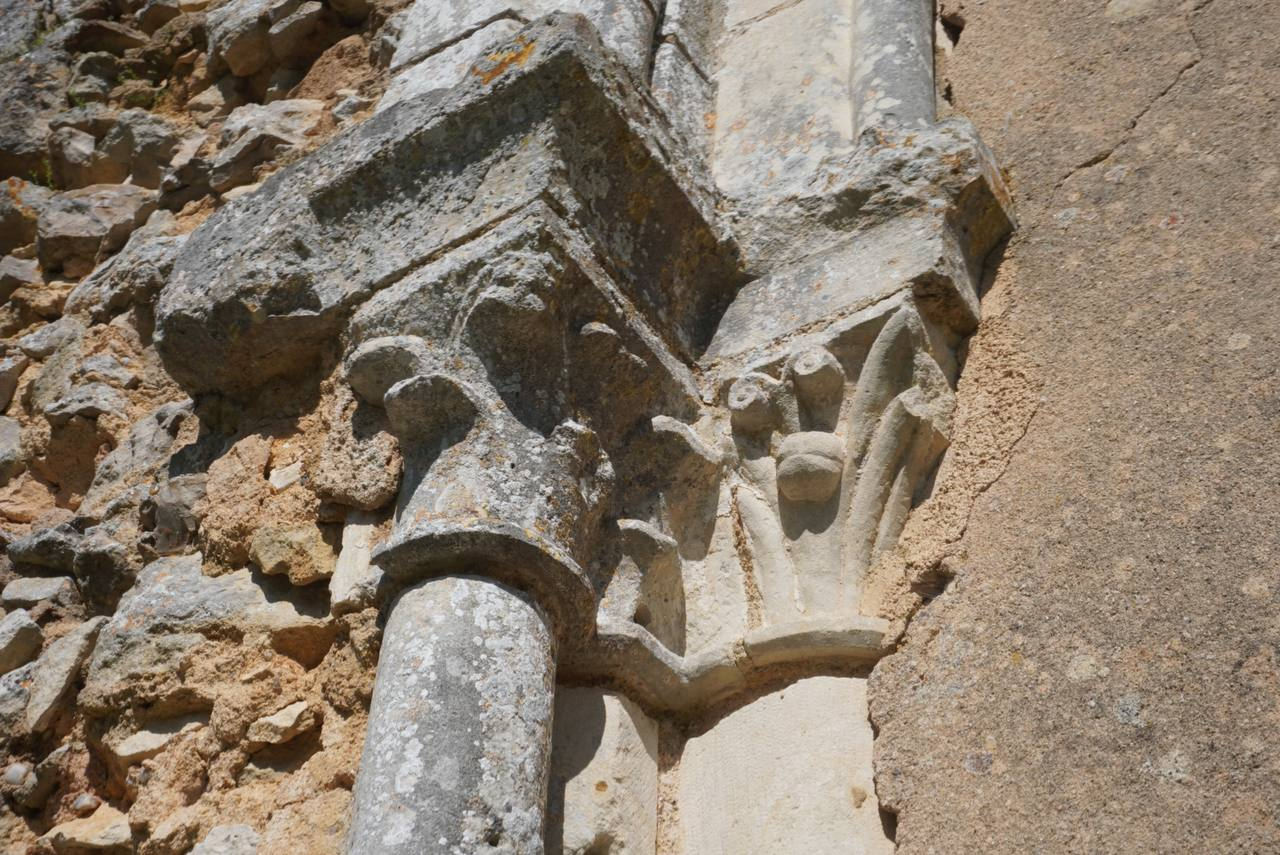
Chapiteaux visibles sur l'actuelle façade Est de la chapelle, à l'origine situés à l'intérieur de l'édifice

La chapelle de Monvinard se trouve aujourd'hui dans le cimetière communal de Nouaillé-Maupertuis. Elle est fermée au public une grande partie de l'année, sauf lors d'évènements culturels comme les Journées européennes du patrimoine. La chapelle est aujourd'hui dans un mauvais état de conservation, et la commune envisage sa restauration.

## Mobilier
La chapelle abritait à l'origine une Pietà en terre cuite du XVIIe siècle. Cette sculpture a par la suite été déplacée dans l'église Saint-Junien afin de mieux assurer sa préservation. 

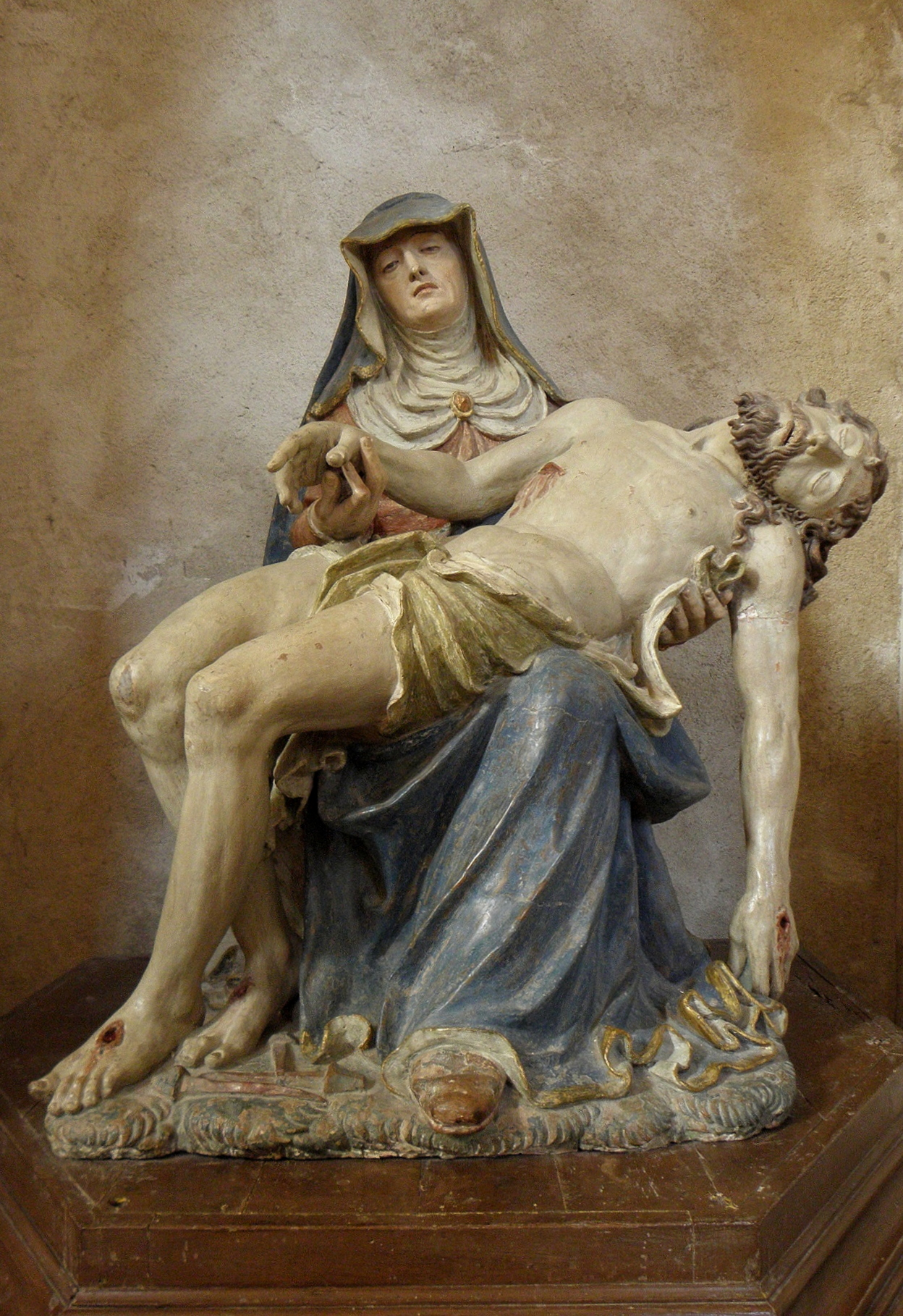
La Pietà de Monvinard, dans l'église abbatiale Saint-Junien